# Giaele uccide Sisara
Giaele uccide Sisara è un dipinto di Gregorio Lazzarini, realizzato con la tecnica dell'olio su tela. Fa parte di una collezione privata.

## Descrizione
Il quadro riproduce l'episodio biblico, narrato nel Libro dei Giudici, in cui il giovane Sisara, condottiero al servizio del re dei Cananei, viene ucciso a tradimento nel sonno da Giaele, la donna che lo aveva ospitato presso di sé dopo la sconfitta ad opera dell'esercito degli Ebrei guidato da Barac. Nella tela di Lazzarini, Giaele non ha i tratti di un'eroina ispirata da Dio (come invece si vede bene nel dipinto Giaele e Sisara di Artemisia Gentileschi), ma appare piuttosto come bestiale assassina, torva nello sguardo mentre si appresta a conficcare il piolo nel cranio della vittima ignara; al contrario Sisara presenta tratti di indubbia bellezza, come se alludessero in qualche modo a un suo animo nobile, evidenziati dunque in modo da suscitare pietà nello spettatore. Ciò si riscontra anche in dipinti sullo stesso soggetto realizzati sempre tra i secoli XVII e XVIII da altri maestri, che probabilmente tengono conto della notazione biblica, contenuta nel cosiddetto Cantico di Debora, testimoniante la premura che il condottiero nemico degli Ebrei dimostrava verso la propria anziana madre. Molto forte risulta il contrasto tra la veste variopinta di Giaele e il fondo da cui tutta la sua figura si staglia; un fondo oscuro, benché sulla sinistra sia visibile una brocca appoggiata su un mobile di piccole dimensioni.